# Premio Giappone

Il Premio Giappone (日本国際賞?, Nihon-kokusai-shō, lett. "Premio Internazionale del Giappone") viene assegnato a persone provenienti da tutte le parti del mondo che ottengono risultati straordinari nella scienza e nella tecnologia, e che grazie alle loro scoperte fanno avanzare le frontiere della conoscenza e servono la causa della pace e della prosperità umana.
Il premio viene assegnato dalla Japan Prize Foundation.
Approvato nel 1983 con la cooperazione del governo giapponese, a partire dal 1985, vengono celebrate le prime cerimonie di premiazione. Ad oggi la fondazione ha assegnato 81 premi a persone provenienti da 13 Paesi differenti.
Il premio consiste in un certificato, una medaglia commemorativa e un premio in denaro di ¥50 M (ca. €500000).
Solo le persone in vita possono essere nominate.
Ogni anno a novembre, la Japan Prize Foundation sceglie due cambi per il premio, che siano in rilevanza con scienza e tecnologia.
La candidatura e il processo di selezione impiegano circa un anno.
I vincitori, uno per ogni settore, vengono annunciati a gennaio.
La cerimonia di premiazione si tiene alla presenza della Famiglia imperiale del Giappone.
A questo evento partecipano anche il Primo ministro, altri vertici dello Stato, ambasciatori stranieri in Giappone e circa un migliaio di altri illustri ospiti, tra cui eminenti accademici, ricercatori e rappresentanti di circoli politici, commerciali e di stampa. La cerimonia di premiazione del Premio Giappone 2014 si è tenuta il 23 aprile al Teatro Nazionale di Tokyo.

## Vincitori
- 2019 Yoshio Okamoto e Rattan Lal
- 2018 Akira Yoshino, Max Dale Cooper e Jacques Miller
- 2017 Emmanuelle Charpentier, Jennifer Doudna e Adi Shamir
- 2016 Hideo Hosono e Steven Dale Tanksley
- 2015 Yutaka Takahasi, Theodore Friedmann e Alain Fischer
- 2014 Yasuharu Suematsu e Charles David Allis
- 2013 C. Grant Willson, Jean M. J. Fréchet e John Frederick Grassle
- 2012 Janet Rowley, Brian Druker, Nicholas Lydon e Masato Sagawa
- 2011 Kenneth Thompson, Dennis Ritchie, Tadamitsu Kishimoto e Toshio Hirano
- 2010 Shun’ichi Iwasaki e Peter Vitousek
- 2009 David E. Kuhl e Dennis Meadows
- 2008 Vint Cerf, Robert E. Kahn e Victor A. McKusick
- 2007 Albert Fert, Peter Grünberg e Peter Shaw Ashton
- 2006 John Houghton e Akira Endo
- 2005 Makoto Nagao, Masatoshi Takeichi e Erkki Ruoslahti
- 2004 Kenichi Honda, Akira Fujishima, Keith J. Sainsbury e John H. Lawton
- 2003 Benoît Mandelbrot, James A. Yorke e Seiji Ogawa
- 2002 Tim Berners-Lee, Anne McLaren e Andrzej K. Tarkowski
- 2001 John B. Goodenough e Timothy R. Parsons
- 2000 Ian L. McHarg e Kimishige Ishizaka
- 1999 W. Wesley Peterson, Jack L. Strominger e Don C. Wiley
- 1998 Leo Esaki, Jozef S. Schell e Marc C. E. Van Montagu
- 1997 Takashi Sugimura, Bruce N. Ames, Joseph F. Engelberger e Hiroyuki Yoshikawa
- 1996 Charles K. Kao e Masao Ito
- 1995 Nick Holonyak Jr. e Edward F. Knipling
- 1994 William Hayward Pickering e Arvid Carlsson
- 1993 Frank Press e Kary B. Mullis
- 1992 Gerhard Ertl e Ernest John Christopher Polge
- 1991 Jacques-Louis Lions e John Julian Wild
- 1990 Marvin Minsky, William Jason Morgan, Dan McKenzie, e Xavier Le Pichon
- 1989 Frank Sherwood Rowland e Elias James Corey
- 1988 Georges Vendryes, Donald Henderson, Isao Arita, Frank Fenner, Luc Montagnier e Robert Gallo
- 1987 Henry M. Beachell, Gurdev S. Khush e Theodore H. Maiman
- 1986 David Turnbull e Willem J. Kolff
- 1985 John R. Pierce e Ephraim Katchalski